# Rijksridder
Een Rijksridder (Duits: "Reichsritter") was een leenman van de Keizer van het Heilige Roomse Rijk van de Duitse Natie. Ze waren rijksvrij (reichsunmittelbar) en dus geen trouw verschuldigd aan een van de vele honderden vorsten en graven van het Duitse Rijk.

## Geschiedenis
De rijksridders bestuurden hun landgoederen als een klein rijkje. Zij waren echter geen rijksstand en waren niet vertegenwoordigd in de Rijksdag. In 1422 werd de rijksridderschap als organisatie door de keizer erkend. In 1495 verzetten ze zich tegen een nieuw ingevoerde belastingplicht. Daarvoor in de plaats kwam omstreeks 1530 een vrijwillige subsidie aan de keizer.
De rijksridders waren verenigd in veertien ridderkantons en daarboven vier ridderkreitsen. Naast de rijksridders waren er nog heerlijkheden met ongeveer dezelfde status die niet tot de rijksridderschap behoorden. Onder andere in Limburg lagen een aantal van die vrije heerlijkheden. In 1577 verenigden zich de Zwabische Ridderkreits, de Frankische Ridderkreits en Rijnlandse Ridderkreits tot de bond van de vrije Rijksridderschap. Van 1651 tot 1678/81 was ook de Elzasser Ridderschap hierbij aangesloten.
Bij de inlijving van de linker Rijnoever door Frankrijk in 1797, verloren de Rijksridders daar hun rechten. Omdat zij geen Rijksstand waren werden zij echter niet gecompenseerd door de Reichsdeputationshauptschluss van 1803.
In artikel 25 van de Rijnbondakte werden de gebieden van de rijksridderschap onder de soevereiniteit van de Rijnbondstaten gesteld. Indien ze enclaves vormden, kwamen ze bij de staat waarin ze lagen opgesloten. Indien ze op de grens van twee staten lagen, moesten die twee staten onderling een grensregeling treffen. Een aantal staten was al eerder tot annexatie overgegaan.
Op dat moment woonden er ongeveer 450.000 inwoners op de ongeveer 1730 riddergoederen.

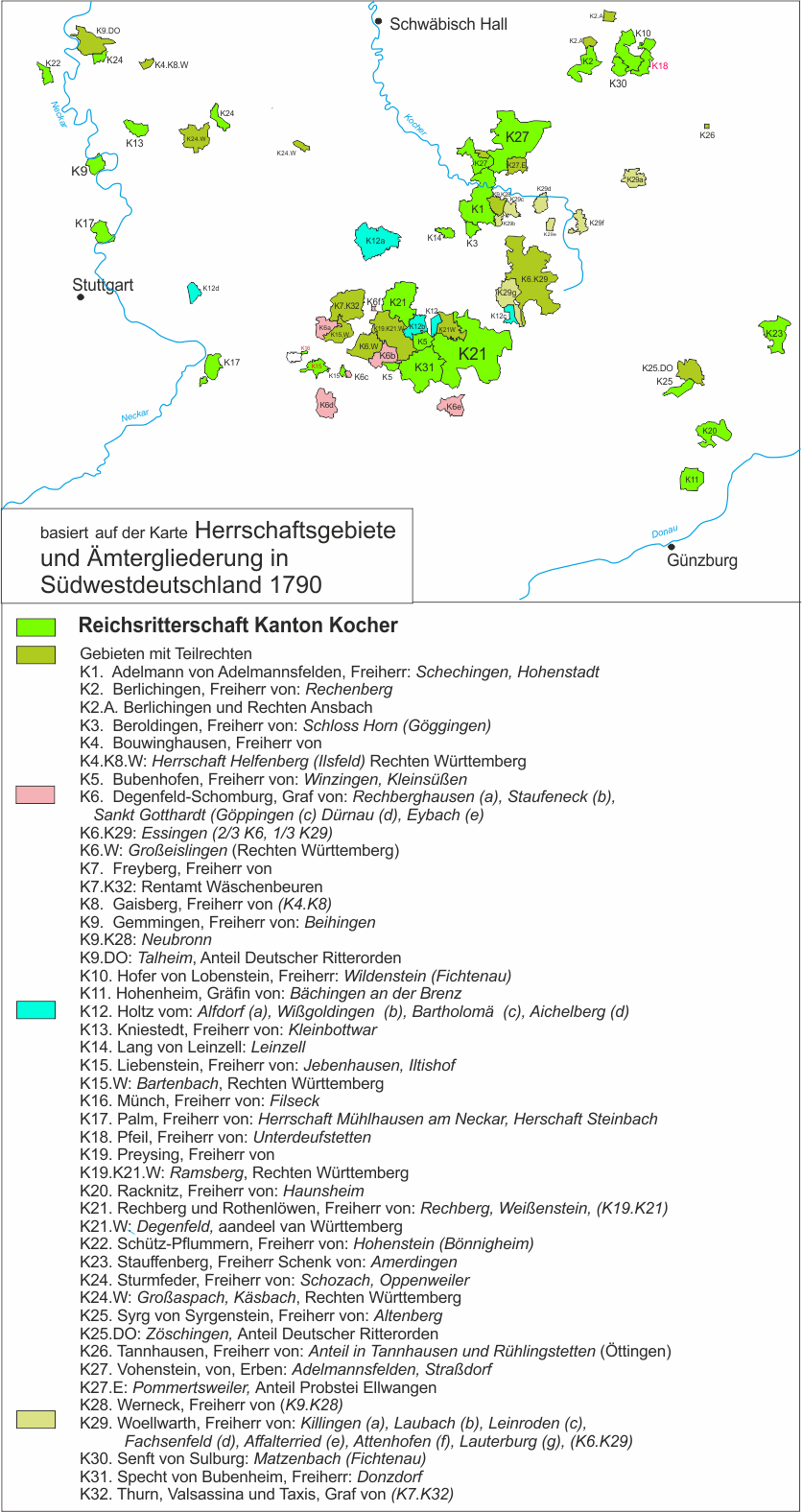
Gebieden van de Rijksriddershap in het Kanton Kocher

## Vereniging der ridders in kreitsen en kantons

### Zwabische Ridderkreits
De zetel van de ridderkreits was Ehingen. In de jaren 1541 tot 1545 ontstond de Zwabische Ridderkreits. Sinds 1560 was er een reglement. Omstreeks 1790 bestond de kreits uit ongeveer 670 heerlijkheden met 160.000 inwoners en 140 riddermatige families. Sinds 1748 bestonden er vijf kantons:
- Donau (zetel Ehingen)
- Hegau-Bodensee-Allgáu (zetel Radolfzell)
- Neckar (zetel Tübingen)
- Kocher (zetel Esslingen am Neckar)
- Kraichau (zetels Heilbronn en Wangen)

### Frankische Ridderkreits
De zetel van de ridderkreits was Schweinfurt.
Omstreeks 1790 bestond de ridderkreits uit ongeveer 700 gebieden met 20.000 inwoners en 150 riddermatige families. Het bestond uit de volgende kantons:
- Odenwald (zetel Heilbronn, na 1764 Kochendorf, nu deel van Bad Friedrichshall)
- Gebirg (zetel Bamberg)
- Rhön-Werra (zetel Schweinfurt)
- Steigerwald (zetel Erlangen)
- Altmühl (zetel Wilhermsdorf)
- Baunach (zetel Baunach, na 1778 Neurenberg)

### Rijnlandse Ridderkreits
Het reglement van de kreits dateert uit 1652. Het bestond uit ongeveer 360 gebieden met 90.000 inwoners en 60 riddermatige families. Het bestond uit de volgende kantons:
- Oberrheinstrom (zetel Mainz)
- Mittelrheinstrom (zetel de burcht Friedberg)
- Niederrheinstrom (zetel Koblenz)